# بايوجان
بايوجان (بالإنجليزية: Bayugan) هي مدينة، ومدينة كبيرة تتبع أغوسان ديل سور . بلغ عدد سكانها 99361  نسمة في 1 مايو 2010 . تبلغ مساحتها 688.77 كيلومتر مربع. ورمزها البريدي هو 8502 .

## الموقع
تشترك في الحدود مع:
- Sibagat [الإنجليزية]‏
- بوتوان
- San Miguel, Surigao del Sur [الإنجليزية]‏
- تانداغ
- Las Nieves, Agusan del Norte [الإنجليزية]‏
- بروسبريداد
- Esperanza, Agusan del Sur [الإنجليزية]‏
- Lanuza, Surigao del Sur [الإنجليزية]‏.

## المناخ
يظهر الجدول التالي التغييرات المناخية على مدار السنة لبايوجان:
| البيانات المناخية لـبايوجان       | البيانات المناخية لـبايوجان | البيانات المناخية لـبايوجان | البيانات المناخية لـبايوجان | البيانات المناخية لـبايوجان | البيانات المناخية لـبايوجان | البيانات المناخية لـبايوجان | البيانات المناخية لـبايوجان | البيانات المناخية لـبايوجان | البيانات المناخية لـبايوجان | البيانات المناخية لـبايوجان | البيانات المناخية لـبايوجان | البيانات المناخية لـبايوجان | البيانات المناخية لـبايوجان |
| الشهر                             | يناير                       | فبراير                      | مارس                        | أبريل                       | مايو                        | يونيو                       | يوليو                       | أغسطس                       | سبتمبر                      | أكتوبر                      | نوفمبر                      | ديسمبر                      | المعدل السنوي               |
| --------------------------------- | --------------------------- | --------------------------- | --------------------------- | --------------------------- | --------------------------- | --------------------------- | --------------------------- | --------------------------- | --------------------------- | --------------------------- | --------------------------- | --------------------------- | --------------------------- |
| متوسط درجة الحرارة الكبرى °م (°ف) | 30 (86)                     | 31 (88)                     | 31 (88)                     | 33 (91)                     | 33 (91)                     | 33 (91)                     | 32 (90)                     | 33 (91)                     | 33 (91)                     | 32 (90)                     | 32 (90)                     | 31 (88)                     | 32 (90)                     |
| متوسط درجة الحرارة الصغرى °م (°ف) | 23 (73)                     | 23 (73)                     | 23 (73)                     | 24 (75)                     | 25 (77)                     | 24 (75)                     | 24 (75)                     | 24 (75)                     | 24 (75)                     | 24 (75)                     | 24 (75)                     | 24 (75)                     | 24 (75)                     |
| الهطول مم (إنش)                   | 259.1 (10.20)               | 236.7 (9.32)                | 131.5 (5.18)                | 102.6 (4.04)                | 104.9 (4.13)                | 155.8 (6.13)                | 146.4 (5.76)                | 103.6 (4.08)                | 123.1 (4.85)                | 166.8 (6.57)                | 166.5 (6.56)                | 242.7 (9.56)                | 1٬939٫7 (76.37)             |
| متوسط أيام هطول الأمطار           | 22                          | 19                          | 18                          | 13                          | 15                          | 20                          | 18                          | 16                          | 16                          | 19                          | 21                          | 24                          | 221                         |
| المصدر: World Weather Online      |                             |                             |                             |                             |                             |                             |                             |                             |                             |                             |                             |                             |                             |